# Liste der Naturdenkmale in Rötha

Wappen von Rötha

Lage von Rötha

In der Liste der Naturdenkmale in Rötha werden die Einzel-Naturdenkmale, Geotope und Flächennaturdenkmale im Stadtgebiet Rötha im Landkreis Leipzig und den Ortsteilen Espenhain, Mölbis, Oelzschau und Pötzschau aufgeführt.
Bisher sind laut der angegebenen Quellen 2 Einzel-Naturdenkmale, 0 Geotope und 0 Flächennaturdenkmale bekannt und hier aufgelistet.
Die Angaben der Liste basieren auf Daten der Bekanntmachungs-Seite des Landkreises und den Daten auf dem Geoportal des Landkreises Leipzig.

## Definition
„Gesetz über Naturschutz und Landschaftspflege (BNatSchG), § 28 Naturdenkmäler:
 Naturdenkmäler sind rechtsverbindlich festgesetzte Einzelschöpfungen der Natur oder entsprechende Flächen bis zu fünf Hektar, deren besonderer Schutz erforderlich ist
1. aus wissenschaftlichen, naturgeschichtlichen oder landeskundlichen Gründen oder
2. wegen ihrer Seltenheit, Eigenart oder Schönheit.“

„SächsNatSchG, § 18 Naturdenkmäler (zu § 28 BNatSchG):
1. Die Erklärung nach § 22 Abs. 1 BNatSchG von Teilen von Natur und Landschaft als Naturdenkmal erfolgt durch Rechtsverordnung oder Einzelanordnung.
2. Über § 28 Abs. 1 BNatSchG hinaus können Naturdenkmäler zur Sicherung von Lebensgemeinschaften oder Lebensstätten von im Bestand gefährdeten oder streng geschützten Arten festgesetzt werden.“

## Legende
- Bild: zeigt ein vorhandenes Foto des Naturdenkmals.
- ND/GEO/FND-Nr: zeigt die jeweilige Nr. des Objekts – ND (Einzel-)Naturdenkmal, GEO Geotope oder FND (Flächen-Naturdenkmal)
- Beschreibung: beschreibt das Objekt näher
- Koordinaten: zeigt die Lage auf der Karte
- Quelle: Link zur Referenzquelle

## (Einzel-)Naturdenkmale (ND)
| Bild           | ND-Nr. | Ortsteil | Alter     | Beschreibung                                                                                                 | Koordinaten                                       | Quellen                             |
| -------------- | ------ | -------- | --------- | --- | ------------------------------------------------- | ----------------------------------- |
| Weitere Bilder | ND 105 | Rötha    | unb.      | Tulpenbaum (Liriodendron tulipifera) im südlichen Teil des sanierten Schlosspark Rötha an der kleinen Pleiße | 51° 11′ 47″ N, 12° 24′ 23″ O (Flurstück-Nr. 1/28) | SG Naturschutz: VO 2020-07-15 (doc) |
| Weitere Bilder | ND 106 | Rötha    | 320 Jahre | Stieleiche (Quercus robur) in der Waldstraße gegenüber Haus-Nr. 15/17                                        | 51° 11′ 39″ N, 12° 24′ 51″ O (Flurstück-Nr. 268)  | SG Naturschutz: VO 2020-07-15       |